# Martin Harris
Martin Harris, född 18 maj 1783, död 10 juli 1875, var en tidig konvertit till Sista dagars heliga-rörelsen. Harris hjälpte Joseph Smith i skrivandet av Mormons bok och finansierade även dess utgivning.
Han ägde en stor egendom i Palmyra i delstaten New York. Harris hustru, Lucy Harris, var skeptisk till Smiths påståenden och bad att få se de 116 sidor som Smith dikterat till Harris. Efter att Smith motvilligt gått med på detta och Harris tagit hem manuskriptet försvann det. När Smith sedan fortsatte arbetet använde han andra skrivare, främst Oliver Cowdery. Harris fortsatte dock hjälpa Smith ekonomiskt. Han belånade sin gård för att betala tryckaren E.B. Grandin för utgivandet av Mormons bok. Han fick sedan sälja delar av sin egendom för att betala av lånet. När boken publicerades var Harris, Cowdery och David Whitmer de tre vittnen som i en inledning säger sig ha sett guldplåtarna från vilka Smith översatte den.
Harris blev sedan överstepräst i den tidiga Kristi kyrka (numera Jesu Kristi Kyrka av Sista Dagars Heliga). Han och hans fru separerade och hon dog 1836. Han gifte sedan om sig med Caroline Young (brorsdotter till Brigham Young). Harris lämnade kyrkan efter dispyter 1837 och anslöt sig till olika utbrytargrupper. 1870 flyttade han till Utahterritoriet och anslöt sig åter till Jesu Kristi Kyrka av Sista dagars heliga och återdöptes. Han dog vid 92 års ålder den 10 juli 1875.
Harris har porträtterats på film i The Work and the Glory-filmerna, samt i kortfilmen The Works and Designs of God, producerad av kyrkan. Han har också parodierats i South Park-avsnittet All About Mormons.